# オオミジンコ

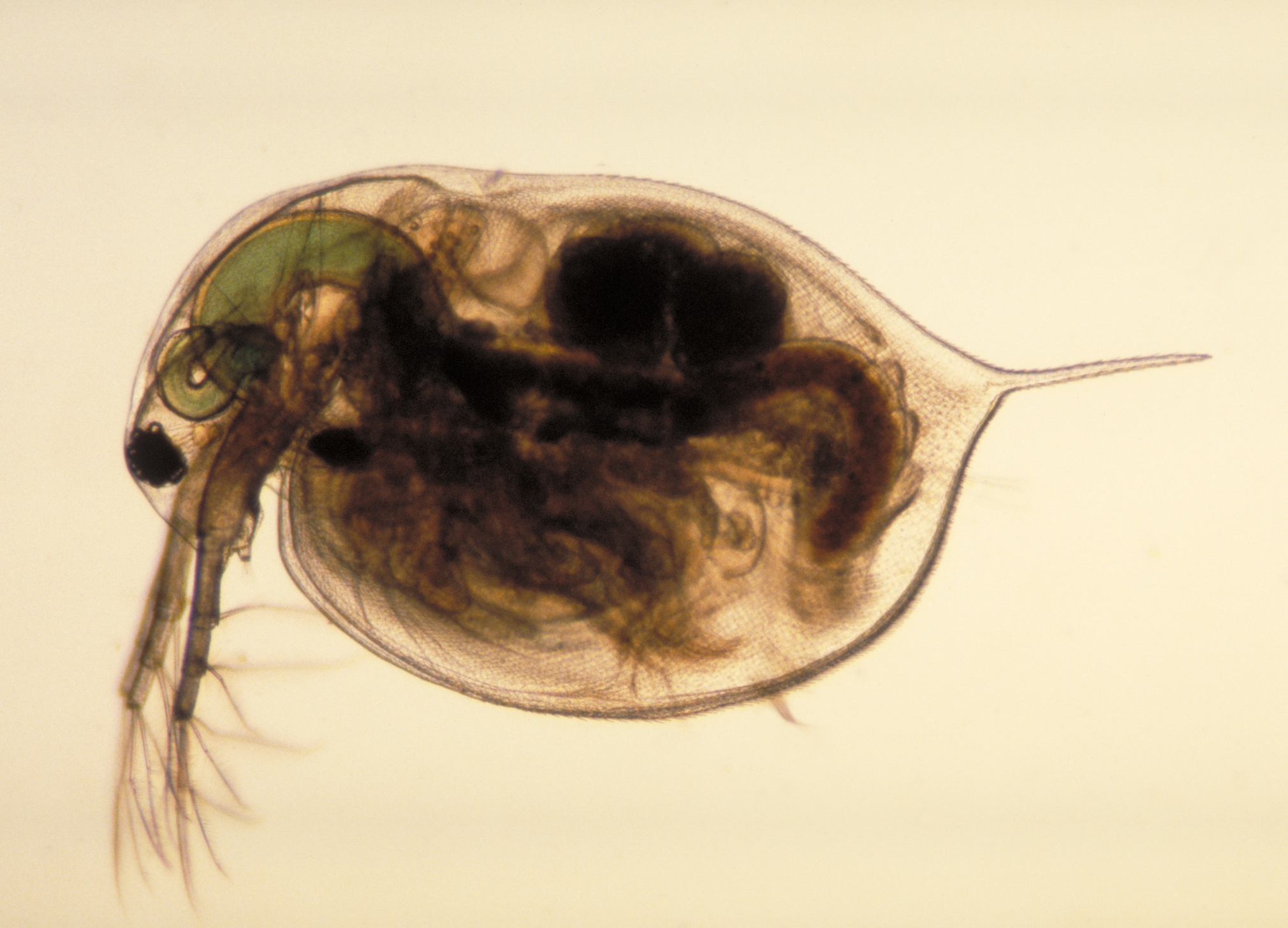
オオミジンコ Daphnia magna

オオミジンコ（学名：Daphnia magna）は、鰓脚綱葉脚亜綱双殻目枝角亜目異脚下目ミジンコ科ミジンコ属に属する甲殻類である。

## 特徴
体長1-5mmでメスが大きく、オスは一般的にメスよりも小さく赤みが強い傾向にある。オスの第1触角は、メスよりも長いのが特徴的で、手のようなものは遊泳脚とよばれる第2触角である。染色体数は、二倍体で20、一倍体メスで10である。

## 分布
天然には、日本国内には生息しないが、琵琶湖などでの生息が確認されている（持ち込みによるものと言われているが、原因は不明）。原産は、北米・中国。

## 生態
オオミジンコは、自分とおなじクローンしか産まない単為生殖期と、交配して子孫を残す有性生殖期がある。一般的に、通常（環境の良いとき）はメスを産み、単為生殖卵（夏卵：約400μm）で繁殖するが、生存危機が迫ったときにだけオスを産んで交配するといわれている。また、エサや水温、日照時間の変化により、休眠卵（耐久卵、冬卵）とよばれる卵を作る。有性生殖期には、雌雄の交配による受精卵を作ることもある。

## 用途
観賞魚のえさとして利用されている（乾燥したもの）。また、化学物質の生態影響を調べる生物としても利用されている。OECDでは、化学品テストガイドラインとして（202）ミジンコ急性毒性試験、（211）ミジンコ繁殖試験が取り上げられている。日本では、改正化審法（H16.4.1）の施行から、これらの試験項目でオオミジンコが使われるようになったが、これはOECDの勧告等が大きな影響を与えた。

## 体のつくり
全身は透明であり、解剖をすることなく臓器等を見ることができる。
- 甲殻（頭楯〜背甲）
- 第2触角（外枝、内枝）
- 遊泳剛毛
- 頭部
- 脳
- 単眼
- 複眼
- 口
- 吻
- 第1触角
- 心臓
- 肝膵嚢（前盲嚢）
- 腸
- 育房
- 卵巣
- 卵
- 胸脚（第1肢〜第5肢）
- 鰓脚
- 腹突（後体部突起）
- 後腹部
- 尾爪
- 肛門
- 尾刺
- 殻刺